# Alabadja
L'alabadja est une spécialité culinaire du Mali, plus précisément du Nord. L'alabadja est une recette traditionnelle qui consiste en un mélange de riz blanc et de viande hachée dans une sauce au beurre. Le riz alabadja est consommé lors des réjouissances telles que l'Aïd. En effet, la viande des bêtes tuées lors de cette fête est utilisée pour préparer entre autres repas l'alabadja,,,.

## Composition
Pour cuisiner l'alabadja, il faut du riz blanc, du sel, du piment, du beurre de karité, de la viande de bœuf, des épices, de l'oignon haché finement, de l'ail finement découpé, du poivron vert finement découpé.